# Malukui királypapagáj
A malukui királypapagáj, korábbi nevén amboina királypapagáj (Alisterus amboinensis) a madarak osztályának papagájalakúak (Psittaciformes) rendjébe, a szakállaspapagáj-félék (Psittaculidae) családjába  tartozó faj.

## Rendszerezése
A fajt Carl von Linné svéd természettudós írta le 1766-ban, a Psittacus nembe Psittacus amboinensis néven.

## Alfajai
- Alisterus amboinensis amboinensis (Linnaeus, 1766) - Ambon és Seram szigetek
- Alisterus amboinensis buruensis (Salvadori, 1876) - Buru-sziget
- Alisterus amboinensis dorsalis (Quoy & Gaimard, 1830) - Nyugat-Pápua tartomány, (Új-Guinea nyugati része)
- Alisterus amboinensis hypophonius (S. Muller, 1843) - Halmahera
- Alisterus amboinensis sulaensis (Reichenow, 1881) - Sula-szigetek
- Alisterus amboinensis versicolor Neumann, 1939 - Peleng és Banggai szigetek[2]

## Előfordulása
Indonézia területén honos. A természetes élőhelye a szubtrópusi vagy trópusi síkvidéki- és hegyi esőerdők, valamint vidéki kertek. Állandó, nem vonuló faj.

## Megjelenése
Átlagos testhossza 35 centiméter, testtömege 145-163 gramm.

## Életmódja
Rügyekkel, magvakkal, gabonafélékkel, gyümölcsökkel és bogyókkal táplálkoznak.

## Külső hivatkozások
- Képek az interneten a fajról
- Internet Bird Collection - videók a fajról
- Xeno-canto.org